# Championnats du monde de slalom (canoë-kayak) 2014
Navigation
Édition précédente Édition suivante
Les championnats du monde de slalom en canoë-kayak 2014, trente-sixième édition des championnats du monde de slalom en canoë-kayak, ont lieu du 17 au 21 septembre 2014 à Deep Creek Lake, aux États-Unis.

## Podiums

### Femmes

#### Kayak
| Épreuve        | Or                                             | Points | Argent                                                   | Points | Bronze                                                    | Points |
| K-1            | Jessica Fox                                    | 114.01 | Fiona Pennie                                             | 114.97 | Melanie Pfeifer                                           | 120.01 |
| K-1 par équipe | France Carole Bouzidi Nouria Newman Émilie Fer | 132.47 | Autriche Corinna Kuhnle Lisa Leitner Viktoria Wolffhardt | 139.46 | Slovaquie Elena Kaliská Jana Dukátová Kristína Nevařilová | 140.31 |

#### Canoë
| Épreuve                                 | Or                                                       | Points | Argent                                                   | Points | Bronze                                          | Points |
| C-1                                     | Jessica Fox                                              | 132.85 | Mallory Franklin                                         | 138.78 | Oriane Rebours                                  | 139.62 |
| C-1 par équipe (épreuve sans médailles) | Tchéquie Kateřina Hošková Monika Jančová Martina Satková | 170.22 | Royaume-Uni Mallory Franklin Jasmine Royle Eilidh Gibson | 181.83 | France Caroline Loir Oriane Rebours Lucie Baudu | 218.69 |

### Hommes

#### Canoë
| Épreuve  | Or                                                                                                   | Points | Argent | Points | Bronze                                                                                         | Points |
| C-1      | Fabien Lefèvre                                                                                       | 106.82 | Benjamin Savšek                                                                                             | 108.62 | Franz Anton                                                                                    | 110.30 |
| C-1 team | Slovaquie Michal Martikán Alexander Slafkovský Matej Beňuš                                           | 125.10 | Tchéquie Michal Jáně Vítězslav Gebas Jan Mašek                                                              | 126.09 | Slovénie Benjamin Savšek Luka Božič Anže Berčič                                                | 127.84 |
| C-2      | Slovénie Luka Božič Sašo Taljat                                                                      | 118.43 | France Pierre Picco Hugo Biso                                                                               | 119.60 | Slovaquie Ladislav Škantár Peter Škantár                                                       | 122.78 |
| C-2 team | France Pierre Labarelle & Nicolas Peschier Gauthier Klauss & Matthieu Peche Pierre Picco & Hugo Biso | 140.96 | Slovaquie Pavol Hochschorner & Peter Hochschorner Ladislav Škantár & Peter Škantár Tomáš Kučera & Ján Bátik | 143.13 | Tchéquie Ondřej Karlovský & Jakub Jáně Jonáš Kašpar & Marek Šindler Tomáš Koplík & Jakub Vrzáň | 152.51 |

#### Kayak
| Épreuve        | Or                                                   | Points | Argent                                               | Points | Bronze                                                  | Points |
| K-1            | Boris Neveu                                          | 101.61 | Sébastien Combot                                     | 102.34 | Mathieu Biazizzo                                        | 102.92 |
| K-1 par équipe | France Mathieu Biazizzo Sébastien Combot Boris Neveu | 112.79 | Tchéquie Jiří Prskavec Vavřinec Hradilek Vít Přindiš | 115.11 | Royaume-Uni Richard Hounslow Joseph Clarke Thomas Brady | 123.24 |

## Tableau des médailles
| Rang  | Nation      | Or | Argent | Bronze | Total |
| ----- | ----------- | -- | ------ | ------ | ----- |
| 1     | France      | 4  | 2      | 2      | 8     |
| 2     | Australie   | 2  | 0      | 0      | 2     |
| 3     | Slovaquie   | 1  | 1      | 2      | 4     |
| 4     | Slovénie    | 1  | 1      | 1      | 3     |
| 5     | États-Unis  | 1  | 0      | 0      | 1     |
| 6     | Tchéquie    | 0  | 2      | 1      | 3     |
| 6     | Royaume-Uni | 0  | 2      | 1      | 3     |
| 8     | Autriche    | 0  | 1      | 0      | 1     |
| 9     | Allemagne   | 0  | 0      | 2      | 2     |
| Total | Total       | 9  | 9      | 9      | 27    |